# Olavo Bilac

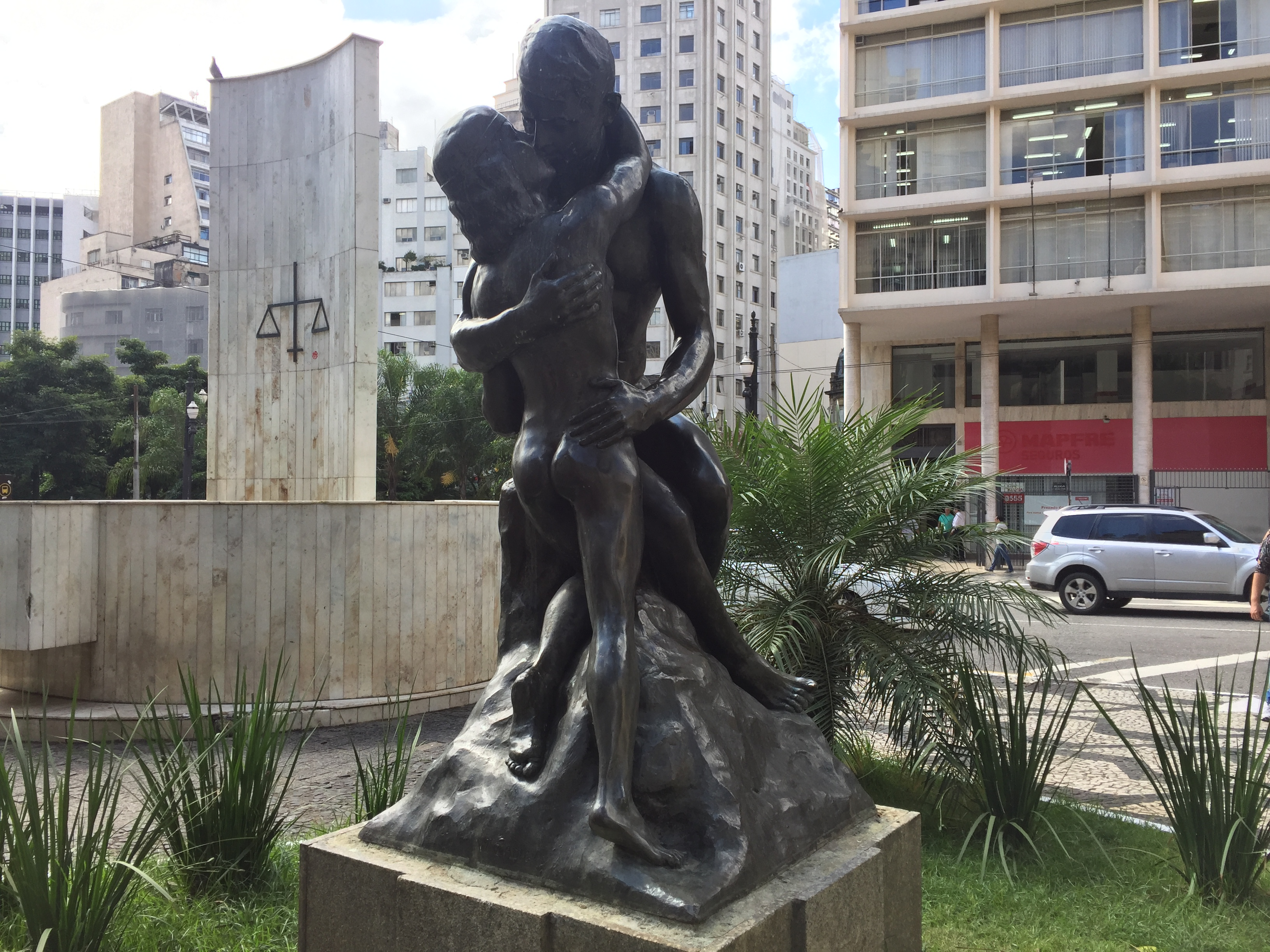
Estátua "Idílio" ou Beiijo Eterno, realizada por William Zadig, patrocinada pelo Centro Acadêmico XI de Agosto e os estudantes da Faculdade de Direito da USP, em homenagem à obra de Bilac. Localiza-se no Largo de São Francisco

Olavo Brás Martins dos Guimarães Bilac (Rio de Janeiro, 16 de dezembro de 1865 – Rio de Janeiro, 28 de dezembro de 1918) foi um poeta, jornalista, cronista e contista brasileiro, reconhecido como o principal expoente do parnasianismo no país e identificado por muitos como o maior poeta brasileiro, sendo por vezes alcunhado como "o príncipe dos poetas brasileiros". Sua obra poética, que abrangeu a produção infantil, erótica, política, épica, intimista e social, destacou-se pelo rigor formal e pela divulgação de valores cívicos, nacionalistas e republicanos. Foi também uma importante figura pública durante a Primeira República Brasileira, tendo sido membro fundador da Academia Brasileira de Letras, defensor do serviço militar obrigatório, opositor político do governo de Floriano Peixoto e letrista do Hino à Bandeira do Brasil.

## Biografia
Filho de Brás Martins dos Guimarães Bilac e de sua esposa Delfina Belmira Gomes de Paula, teve infância e adolescência comuns para sua época. Era considerado um aluno aplicado, conseguindo, aos 15 anos — antes, portanto, de completar a idade exigida — autorização especial para ingressar no curso de Medicina na Faculdade de Medicina do Rio de Janeiro, a gosto do pai, que era médico durante a campanha da Guerra do Paraguai, e a contragosto próprio.

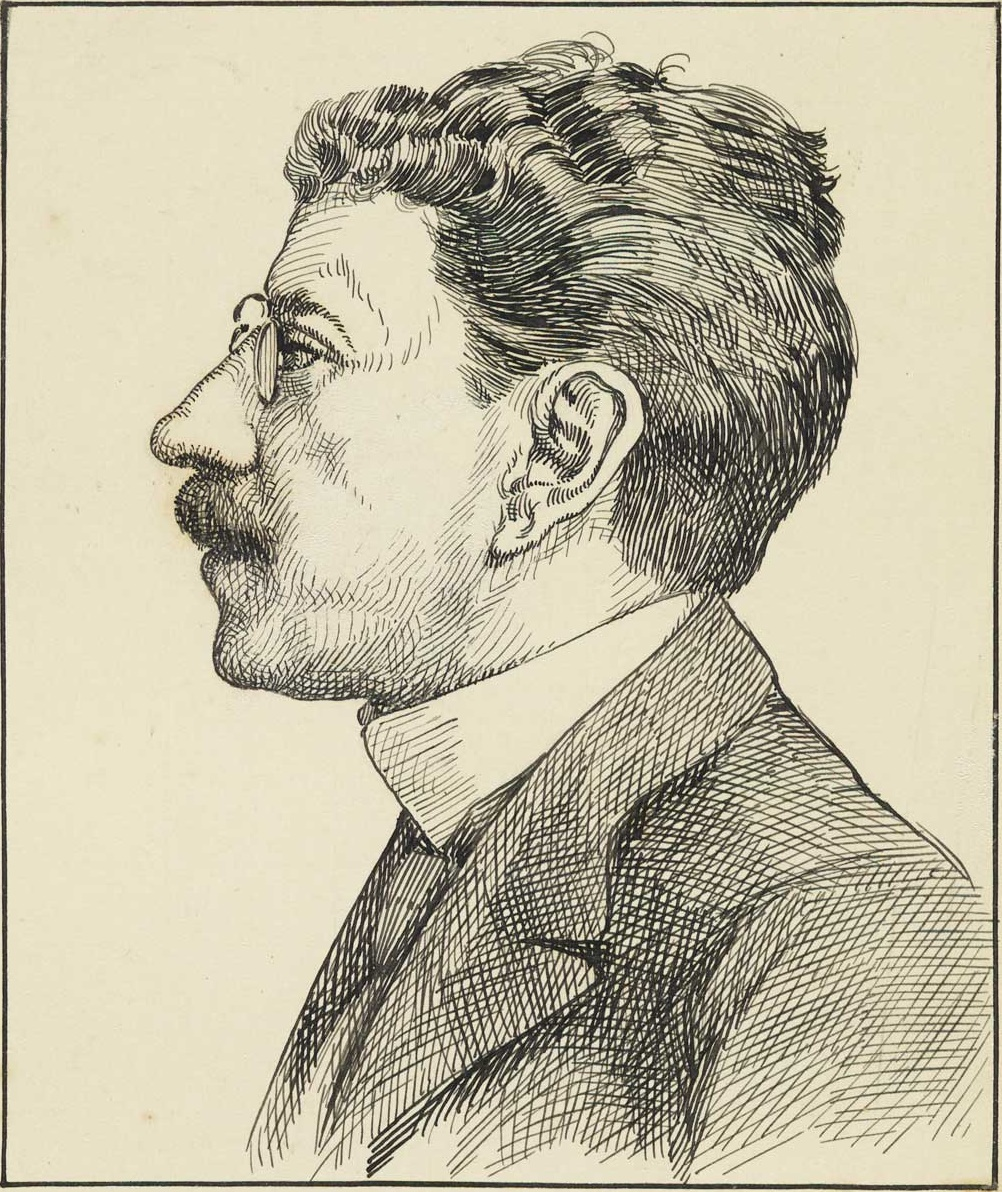
Olavo Bilac (M. J. Garnier)

Portanto, começa a frequentar as aulas da faculdade mencionada, terminada a rápida passagem no colegial, mas seu precoce trabalho na redação da Gazeta Acadêmica absorve-o e interessa-o mais do que a prática medicinal. Por este motivo, Bilac não concluiu o curso de medicina e nem o de direito que frequentou posteriormente, em São Paulo.
Bilac foi jornalista, poeta, frequentador de rodas de boêmias e literárias no meio letrado do Rio de Janeiro. Sua projeção como jornalista e poeta e seu contato com intelectuais e políticos da época conduziram-no a um cargo público: o de inspetor escolar. A se considerar a importância dada aos cargos escolares naquele período, principalmente aquele de professor da Escola Pedro II (onde diversos eruditos disputaram famosas preleções para cargo professoral, como Euclides da Cunha e Astrojildo Pereira), não é de somenos importância perceber o relevo social desta profissão naquele meio. Aliás, sua participação na vida cotidiana e cultural foi uma marca patente em sua imagem: sabe-se, por exemplo, que em 1897 Bilac acabou perdendo o controle do seu automóvel Serpollet e o bateu contra uma árvore na Estrada da Tijuca, no Rio de Janeiro - RJ, sendo o primeiro motorista a sofrer um acidente de carro no Brasil.
Aos poucos profissionaliza-se: produz, além de poemas, textos publicitários, crônicas, livros escolares e poesias satíricas. Visava, então, contar através de seus manuscritos a realidade presente na sua época. Prestou colaboração em publicações periódicas como as revistas: A Imprensa (1885-1891), A Leitura (1894-1896), Branco e Negro (1896-1898), Brasil-Portugal (1899-1914), Azulejos (1907-1909) e Atlântida (1915-1920). Sua estreia como poeta, nos jornais cariocas, ocorreu com a publicação do soneto "Sesta de Nero" no jornal Gazeta de Notícias, em agosto de 1884. Recebeu comentários elogiosos de Artur Azevedo, precedendo dois outros sonetos seus, no Diário de Notícias. Ademais, escreveu diversos livros escolares, ora sozinho, ora em co-autoria com seus amigos Coelho Neto e Manuel Bonfim.
Em 1888, Olavo Bilac estreou como poeta e lançou a sua obra intitulada Poesias, que obteve ampla aceitação do público.

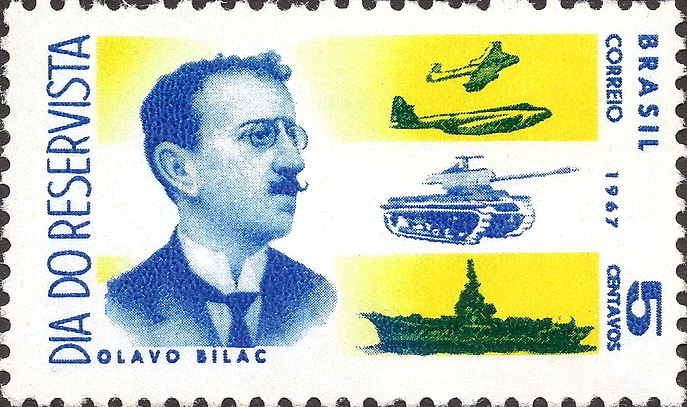
Homenagem filatélica de 1967

Em 1891, com a dissolução do parlamento e a posse de Floriano Peixoto, inúmeros intelectuais perdem seu protetor, o dr. Portela, ligado ao primeiro presidente republicano Deodoro da Fonseca. Como reação, o escritor participa da fundação d'O Combate, órgão antiflorianista e opositor do estado de sítio declarado pelo presidente Floriano Peixoto após a ameaça de novo golpe político contra a ainda instável república, quando então o primeiro é preso e constrangido a passar quatro meses detido na Fortaleza da Laje, no Rio de Janeiro.
O grande amor de Bilac foi Amélia de Oliveira, irmã do poeta Alberto de Oliveira. Chegaram a ficar noivos, mas o compromisso foi desfeito por oposição de outro irmão da noiva, desconfiado de que o poeta era um homem arruinado. Seu segundo noivado fora ainda menos duradouro, com Maria Selika, filha do violonista Francisco Pereira da Costa. Viveu sozinho, em consequência destes descasos amorosos, sem constituir família até o fim de seus dias. Decorrido seu falecimento, em 28 de dezembro de 1918 vítima de edema pulmonar e insuficiência cardíaca, fora sepultado no Cemitério de São João Batista no Rio de Janeiro.

### Participação cívica e social
A Pátria não é a raça, não é o meio, não é o conjunto dos aparelhos econômicos e políticos: é o idioma criado ou herdado pelo povo.— Olavo Bilac
Já consagrado em 1907, o autor do Hino da Bandeira é convidado para liderar o movimento em prol do serviço militar obrigatório − já matéria de lei desde 1907, mas apenas implementado em 1915 por ocasião da I Guerra Mundial. Bilac se desdobra para convencer os jovens a se alistar.
É como poeta Bilac que se imortalizou. Foi eleito Príncipe dos Poetas Brasileiros pela revista Fon-Fon em 1907. Juntamente com Alberto de Oliveira e Raimundo Correia, foi a maior liderança e expressão do Parnasianismo no Brasil, constituindo a chamada Tríade Parnasiana. A publicação de Poesias, em 1888 rendeu-lhe a consagração.
Já no fim de sua vida, em 1917, Bilac recebe o título de professor honorário da Universidade de São Paulo.

## Principais obras

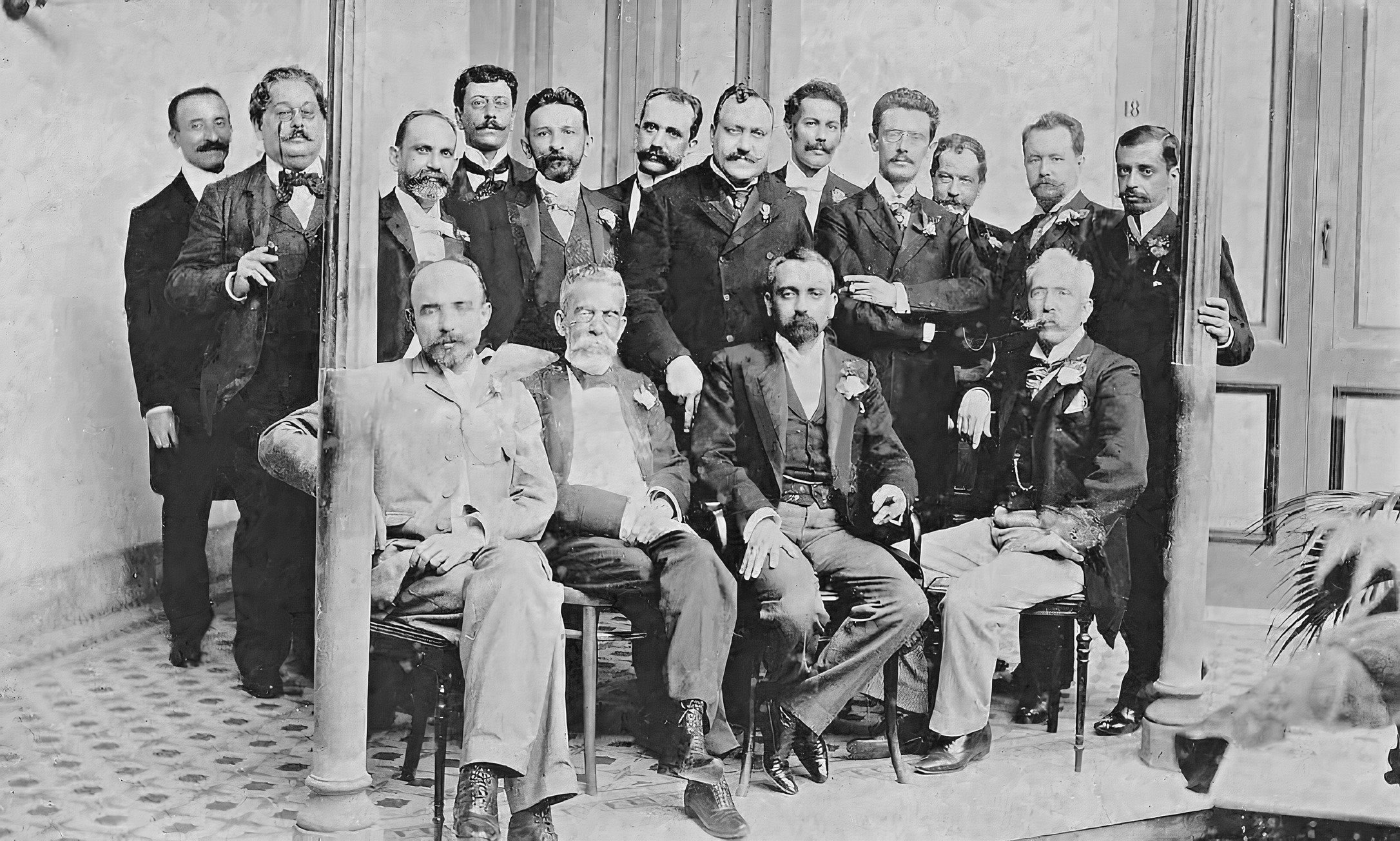
Membros da Academia de Letras: Olavo Bilac é o quarto em pé, da esquerda para a direita

Dentre os escritos de Olavo Bilac, destacam-se os seguintes:
- Alma inquieta;
- Antologia poética;
- Através do Brasil;
- Conferências literárias (1906);
- Contos Pátrios;
- Crítica e fantasia (1904);
- Crônicas e novelas (1894);
- Dicionário de rimas (1913);
- Hino à Bandeira;
- Ironia e piedade, crônicas (1916);
- Língua Portuguesa, soneto sobre a língua portuguesa;
- Livro de Leitura;
- Poesias (1888);
- Tarde (1919) - Poesia, org. de Alceu Amoroso Lima (1957);
- Teatro Infantil;
- Tratado de Versificação, em colaboração com Guimarães Passos;
- Tratado de versificação (1910);
- " Ouvir as Estrelas"

### Língua Portuguesa

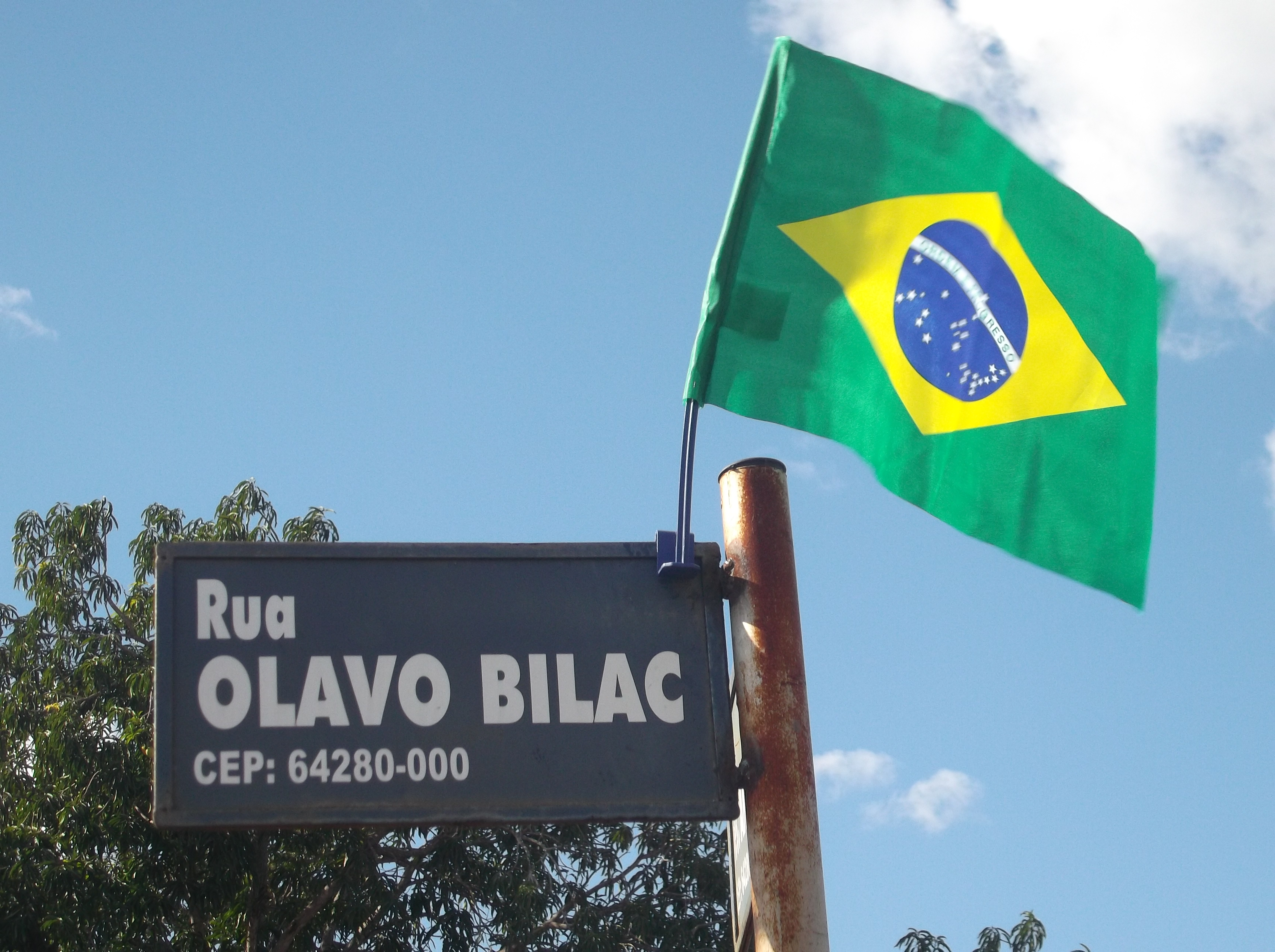
Placa de uma rua em Campo Maior (Piauí) homenageando Olavo Bilac

É soneto constituído de versos decassílabos heróicos (acento tônico ocorrente nas 6ª e 10ª sílabas poéticas), com rimas opostas, interpoladas ou intercaladas.
"No poema Língua Portuguesa, o autor parnasiano Olavo Bilac faz uma abordagem sobre o histórico da língua portuguesa, tema já tratado por Camões. Este poema inspirou outras abordagens, como o poema 'Língua', de Gilberto Mendonça Teles e 'Língua', de Caetano Veloso.
Esta história é contada em quatorze versos, distribuídos em dois quartetos e dois tercetos – um soneto – seguindo as normas clássicas da pontuação e da rima.
Partindo para uma análise semântica do texto literário, observa-se que o poeta, com a metáfora 'Última flor do Lácio, inculta e bela', refere-se ao fato de a língua portuguesa ter sido a última língua neolatina formada a partir do latim vulgar – falado pelos soldados da região italiana do Lácio.
No segundo verso, há um paradoxo: 'És a um tempo, esplendor e sepultura'. 'Esplendor', porque uma nova língua estava ascendendo, dando continuidade ao latim. 'Sepultura' porque, a partir do momento em que a língua portuguesa vai sendo usada e se expandindo, o latim vai caindo em desuso, 'morrendo'.
No terceiro e quarto verso, 'Ouro nativo, que na ganga impura / A bruta mina entre os cascalhos vela', o poeta exalta a língua que ainda não foi lapidada pela fala, em comparação às outras também formadas a partir do latim.
O poeta enfatiza a beleza da língua em suas diversas expressões: oratórias, canções de ninar, emoções, orações e louvores: 'Amo-te assim, desconhecida e obscura,/ Tuba de alto clangor, lira singela'. Ao fazer uso da expressão 'O teu aroma/ de virgens selvas e oceano largo', o autor aponta a relação subjetiva entre o idioma novo, recém-criado, e o 'cheiro agradável das virgens selvas', caracterizando as florestas brasileiras ainda não exploradas pelo homem branco. Ele manifesta a maneira pela qual a língua foi trazida ao Brasil – através do oceano, numa longa viagem de caravela – quando encerra o segundo verso do terceto.
Ainda expressando o seu amor pelo idioma, agora por meio de um vocativo, 'Amo-te, ó rude e doloroso idioma', Olavo Bilac alude ao fato de que o idioma ainda precisava ser moldado e, impor essa língua a outros povos não era uma tarefa fácil, pois implicou destruir a cultura de outros povos.
No último terceto, para finalizar, quando o autor diz: 'Em que da voz materna ouvi: 'meu filho'! / E em que Camões chorou, no exílio amargo / O gênio sem ventura e o amor sem brilho', ele utiliza uma expressão fora da norma ('meu filho') e refere-se a Camões, quem consolidou a língua portuguesa no seu célebre livro 'Os Lusíadas', uma epopeia que conta os feitos grandiosos dos portugueses durante as 'grandes navegações', produzida quando esteve exilado, aos 17 anos, nas colônias portuguesas da África e da Ásia. Desse exílio, nasceu 'Os Lusíadas', uma das oitavas epopeias do mundo".

## Trabalho como tradutor
Olavo Bilac traduziu as famosas travessuras de Max und Moritz, por Wilhelm Busch, do alemão para o português, aportuguesando os nomes das personagens para Juca e Chico.